# سحر فروزان
سحر فروزان (نام کامل: فاطمه سحر فروزان‌اعلا) در حال حاضر مدیر برنامه همایون شجریان است. او با بیش از 23 سال تجربه در حوزه مدیریت هنری، روابط عمومی و بازاریابی، در اجرای ده ها پروژه فرهنگی و مسئولیت اجتماعی نقش داشته و فعالیت‌های او شامل مدیریت ارتباطات و رو ابط عمومی، مدیریت فرهنگی، مشاوره، هدایت پروژه‌های موسیقی، مستند و هنرهای تجسمی و برگزاری رویدادهای فرهنگی در سطح ملی و بین‌المللی است.
زندگی‌نامه و تحصیلات
سحر فروزان متولد 16 تیر 1360 در کرج می باشد و دارای کارشناسی اقتصاد، کارشناسی‌ارشد علوم ارتباطات و MBA و DBA است. او به زبانهای انگلیسی و فرانسوی آشناست.
فعالیت حرفه‌ای
مدیریت و مشاوره هنری
- مدیر برنامه‌های همایون شجریان (از ۲۰۲۱ تاکنون)
- مدیر اجرایی پروژه بین‌المللی موسیقی  گاه فراموشی با صدای همایون شجریان و آهنگسازی فردین خلعتبری لینک

- مشاور پروژه موسیقی افسانهی چشم‌هایت با صدای همایون شجریان و علیرضا قربانی و آهنگسازی مهیار علیزاده

- مشاور پروژه موسیقی با من بخوان با صدای علیرضا قربانی و آهنگسازی حسام ناصری

لینک: آلبوم «با من بخوان» علیرضا قربانی منتشر شد
- مشاور پروژه موسیقی نام من عشق است با صدای محمد معتمدی و آهنگسازی میدیا فرج‌نژاد

سینما و مستند
- مشاور مستند جایی برای فرشتگان نیست دربارهی هاکی دختران ایران

لینک: جایی برای فرشتگان نیست
- تهیه‌کننده مستند باد، برندهی شش جایزه بهترین فیلم از جشنواره‌های مستند در ایران، سوئیس، کانادا، ایالات متحده، ارمنستان و روسیه

پروژه‌های هنری و فرهنگی
- پروژه کتاب عکاسی اجاق سرد، مجموعه عکس‌های مرتضی پورصمدی از عشایر ایران، با همکاری دانشگاه تهران و سازمان ملل متحد

- مدیر موزه و گالری آفرین، وابسته به بانک کارآفرین

سایر فعالیت‌ها
- مشاور تبلیغات، مسئولیت اجتماعی شرکتی و مدیریت برند بانک کارآفرین
- بانک اقتصاد نوین

مهارت‌ها و تخصص‌ها
سحر فروزان در حوزه‌های مدیریت هنرمند، برنامه‌ریزی رویداد، بازاریابی، روابط عمومی، مذاکرات و قراردادها، و هدایت پروژه‌های چندرشته‌ای هنری و فرهنگی فعالیت می‌کند.